# Сельское поселение Никоновское (Московская область)
Сельское поселение Никоновское — упразднённое муниципальное образование (сельское поселение) в Раменском муниципальном районе Московской области России.
Административный центр — село Никоновское.

## История
Образовано 1 января 2006 года законом Московской области от 25 февраля 2005 года № 55/2005-ОЗ «О статусе и границах Раменского муниципального района и вновь образованных в его составе муниципальных образований».
4 мая 2019 года Раменский муниципальный район был упразднён, а все входившие в него городские и сельские поселения объединены в новое единое муниципальное образование — Раменский городской округ.

## Население
| 2007  | 2008  | 2009  | 2010  | 2011  | 2012  | 2013  |
| ----- | ----- | ----- | ----- | ----- | ----- | ----- |
| 3065  | ↗3079 | ↗3114 | ↗4042 | ↗4130 | →4130 | ↗4165 |
| 2014  | 2015  | 2016  | 2017  | 2018  | 2019  |       |
| ↗4201 | ↗4250 | ↗4394 | ↗4525 | ↗4804 | ↗5022 |       |

## История
Сельское поселение было образовано 25 февраля 2005 года. В его состав вошли 22 населённых пункта упразднённого позднее Никоновского сельского округа.

## Состав сельского поселения
В состав входят 22 населённых пункта (20 деревень и 2 села). При этом по состоянию на 2005 год 8 деревень не имеют постоянного населения.
| Наименование       | Вид     | Население, чел. (2006) | ОКАТО          | Бывшая административная единица до 2005 года |
| ------------------ | ------- | ---------------------- | -------------- | -------------------------------------------- |
| Агашкино           | деревня | 45                     | 46 248 855 016 | Никоновский сельский округ                   |
| Амирово            | деревня | 0                      | 46 248 855 006 | Никоновский сельский округ                   |
| Арменево           | деревня | 5                      | 46 248 855 021 | Никоновский сельский округ                   |
| Большое Ивановское | деревня | 50                     | 46 248 855 004 | Никоновский сельский округ                   |
| Григорово          | деревня | 0                      | 46 248 855 017 | Никоновский сельский округ                   |
| Денисьево          | деревня | 0                      | 46 248 855 008 | Никоновский сельский округ                   |
| Заворово           | село    | 1197                   | 46 248 855 013 | Никоновский сельский округ                   |
| Коробово           | деревня | 4                      | 46 248 855 018 | Никоновский сельский округ                   |
| Косякино           | деревня | 11                     | 46 248 855 019 | Никоновский сельский округ                   |
| Левино             | деревня | 101                    | 46 248 855 011 | Никоновский сельский округ                   |
| Липкино            | деревня | 5                      | 46 248 855 002 | Никоновский сельский округ                   |
| Макаровка          | деревня | 0                      | 46 248 855 010 | Никоновский сельский округ                   |
| Митьково           | деревня | 0                      | 46 248 855 009 | Никоновский сельский округ                   |
| Натальино          | деревня | 34                     | 46 248 855 007 | Никоновский сельский округ                   |
| Никоновское        | село    | 1352                   | 46 248 855 001 | Никоновский сельский округ                   |
| Никулино           | деревня | 123                    | 46 248 855 015 | Никоновский сельский округ                   |
| Пестовка           | деревня | 0                      | 46 248 855 003 | Никоновский сельский округ                   |
| Семеновское        | деревня | 11                     | 46 248 855 005 | Никоновский сельский округ                   |
| Слободка           | деревня | 0                      | 46 248 855 012 | Никоновский сельский округ                   |
| Соколово-Хомьяново | деревня | 2                      | 46 248 855 020 | Никоновский сельский округ                   |
| Толмачево          | деревня | 119                    | 46 248 855 014 | Никоновский сельский округ                   |
| Чекменево          | деревня | 0                      | 46 248 855 022 | Никоновский сельский округ                   |